# Nova Santa Helena
Nova Santa Helena é um município brasileiro do estado de Mato Grosso. Foi emancipado de Itaúba no ano 2000. Faz divisa a norte com Terra Nova do Norte, a oeste com Colíder, a leste com Marcelândia e a sul com Itaúba.

## Origem histórica
A denominação original da localidade era Santa Helena, posteriormente alterada para Nova Santa Helena, em função de haver município homônimo no Estado do Paraná.
O município foi criado através da Lei Estadual nº 6.982, de 28 de janeiro de 1998, de autoria dos deputados Jorge Abreu e José Riva.
Em junho de 1996 a Comissão Pró-Emancipação de Santa Helena enviou correspondência ao deputado Jorge Abreu, cujo teor era "...a esse Poder Legislativo Estadual, a competente representação para formação do processo de criação do município de Santa Helena, na forma do artigo 13 e seguintes da Lei Complementar nº 23 de 1º de novembro de 1992". O documento veio assinado por João Alberto Zanetti e Dorival Lorca. Na relação de nomes da comunidade que apoiavam a consulta plebiscitária constam as seguintes assinaturas: Dionisio kolakowski, Francisco G. da Silva, Luíz Lorca, José Attílio Dorini, Elizeu Alves Bonfim, Mauri Souza Andrade, Maria do Carmo S. Linhares, João Pinheiro, Anézio Zanetti, João Alberto Zanetti, Augusto Luíz Missasse, Samuel Oscar de Souza e tantos outros.
Em 3 de outubro de 2000 foi eleito o primeiro prefeito do município: Sr. Roque Carrara.

## Últimos prefeitos eleitos
| Ano  | Prefeito           | Partido       | Votos | %     | Ref   |
| ---- | ------------------ | ------------- | ----- | ----- | ----- |
| 2004 | Roque Carrara      | PTB           | 1.322 | 61,15 | [ 4 ] |
| 2008 | Doro               | PP            | 1.349 | 60,04 | [ 5 ] |
| 2012 | Doro               | PSD           | 1.266 | 50,76 | [ 6 ] |
| 2016 | Terezinha          | DEM           | 1.531 | 54,89 | [ 7 ] |
| 2020 | Paulinho Bortolini | SOLIDARIEDADE | 1.291 | 55,74 | [ 8 ] |